# شهرستان کارنوبات
شهرستان کارنوبات (به بلغاری: Karnobat Municipality) یک شهرستان در بلغارستان است که در استان بورگاس واقع شده‌است. شهرستان کارنوبات ۸۳۵٫۴۷ کیلومتر مربع مساحت و ۲۵٬۴۷۷ نفر جمعیت دارد.